# Steven T. Knox
Steven Thomas Knox (* 16. Februar 1974 in Barrow-in-Furness, Lancashire, England) ist ein ehemaliger First-Class-Cricket-Spieler, der für Schottland startete. Er ist der ältere Bruder von Stuart Knox, der ebenfalls Cricketspieler ist.
Knox, der in England geboren wurde, war ein rechtshändiger Batsman, der seine internationale Karriere für Schottland bestritt und auf Vereinsebene für den in Edinburgh ansässigen Heriot’s Cricket Club spielte.
2002 erzielte er ungeschlagen drei Centuries in Folge für den Cumberland County Cricket Club und ein weiteres für den Penicuik Cricket Club in der schottischen zweiten Liga.
Ende 2013 wurde Knox Cheftrainer der deutschen Cricket-Nationalmannschaft und trainierte zudem das Reivers Franchise der North-Sea-Pro-Series-Saison 2014. 2023 beendete der Deutsche Cricket Bund die Zusammenarbeit mit Knox.
2016 wurde er zusätzlich zum Cheftrainer der schottischen Frauen-Cricket-Nationalmannschaft berufen und trat die Nachfolge von Kari Carswell an. Seine erste Aufgabe hier war das Bestreiten der Women’s Cricket World Cup Qualifier 2017.